# Garelli 500

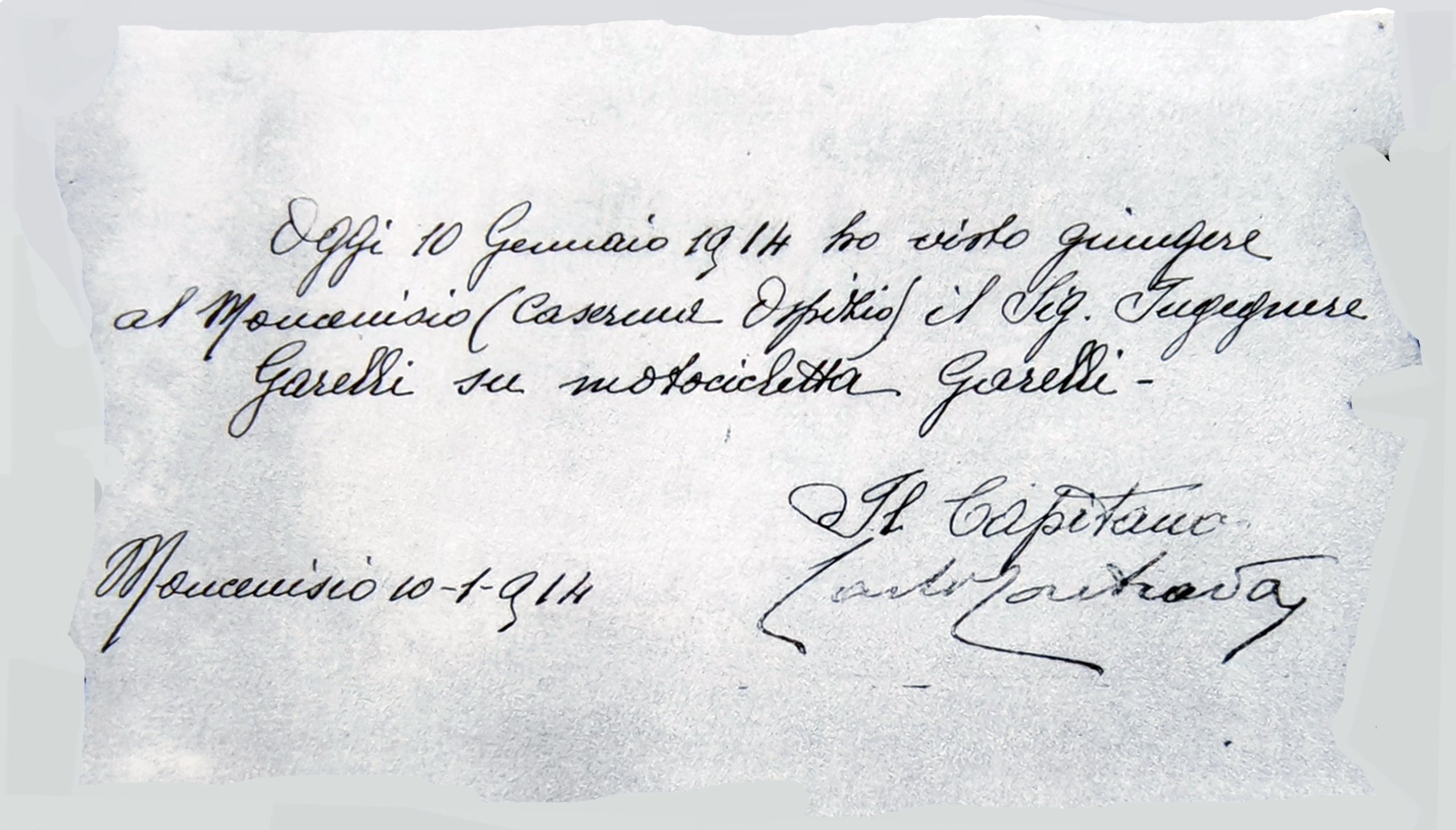
Dokument über die Ankunft von Adalberto Garelli, auf dem Moncenisio-Pass am 10. Januar 1914.

Die Garelli 500 war das erste Motorrad des italienischen Ingenieurs und Motorradpioniers Adalberto Garelli. 1913 entwickelte er einen damals neuartigen Zweitakt-Doppelkolbenmotor, bei dem zwei Kolben in zwei Laufbuchsen mit einem gemeinsamen Brennraum arbeiteten. Mit diesem selbst konstruierten Motorrad überquerte Garelli am 10. Januar 1914 den verschneiten Pass von Mont Cenis auf ca. 2000 m Höhe – ein zu dieser Zeit als nahezu unmöglich geltendes Unterfangen. Es war die erste bekannte Fahrt über einen verschneiten Gebirgspass mit einem Motorrad und löste eine europaweite Berichterstattung aus.
Diese waghalsige Alpenfahrt bei klirrender Kälte wurde durch eine schriftliche Erklärung des Kommandanten der am Moncenisio-Pass stationierten Militärgarnison offiziell bestätigt. Dieses Dokument bezeugt die Ankunft der Garelli 500, gesteuert von ihrem Konstrukteur Adalberto Garelli, auf dem Pass am 10. Januar 1914.

## Geschichte
Nach seinem Ingenieurstudium arbeitete Garelli zunächst bei Fiat, wo seine Ideen für einen neuartigen Zweitaktmotor auf wenig Interesse stießen. Daraufhin wechselte er zu Bianchi und entwickelte ein Zweiganggetriebe für Motorräder. 1913 baute er schließlich sein erstes eigenes Motorrad mit einem 500-cm³-Doppelkolbenmotor. Die erfolgreiche Alpenüberquerung 1914 demonstrierte die Leistungsfähigkeit seiner Konstruktion. Später wurde das Motorrad modifiziert und mit einem 350-cm³-Motor sowie Kettenantrieb ausgestattet.

### Motor
Der von Garelli entwickelte Zweitakt-Doppelkolbenmotor hatte zwei Kolben, aber nur einen Brennraum. Die Kolben waren durch einen langen Kolbenbolzen verbunden und übertrugen die Kraft über eine gemeinsame Pleuelstange. Das Kraftstoff-Luft-Gemisch wurde über das Kurbelgehäuse angesaugt, gesteuert vom rechten Kolben. Die Abgase wurden durch vom linken Kolben freigegebene Öffnungen ausgestoßen. Typisch für Garelli-Motoren jener Zeit war die Position des Magnetzünders vor dem Zylinder. Die Zündkerze saß vorn am Zylinderkopf und nicht wie sonst üblich auf dem Zylinderkopf. Der Motor wog etwa 30 kg. Das Zweiganggetriebe wurde über eine Stange und einen Hebel oben auf dem Benzintank bedient.

### Fahrwerk
Der Rahmen bestand aus einem offenen Stahlrohr ohne Hinterradfederung. Vorne kam eine Trapezgabel mit Schraubenfedern zum Einsatz. Das Motorrad war mit einem breiten Tourenlenker, Schutzblechen, einem Einzelsattel und einem Zweibeinständer ausgestattet, der mit einer Federklemme am hinteren Schutzblech befestigt war. Das vordere Schutzblech der Rekordmaschine war besonders geformt und mit einer Art Schneeabweiser versehen, der den Schnee der verschneiten Passstraße vom Vorderrad abstreifen sollte.

## Technische Daten
| Merkmal             | Wert                                 |
| ------------------- | ------------------------------------ |
| Hersteller          | Garelli                              |
| Modell              | Garelli 500                          |
| Produktionszeitraum | 1913–1914                            |
| Motortyp            | Zweitakt-Doppelkolbenmotor           |
| Hubraum             | 500 cm³                              |
| Leistung            | ca. 14–16 PS (geschätzt)             |
| Getriebe            | 2-Gang-Handschaltung                 |
| Antrieb             | Riemenantrieb (später Kettenantrieb) |
| Rahmen              | Offener Stahlrohrrahmen              |
| Vorderradaufhängung | Trapezgabel mit Schraubenfedern      |
| Hinterradaufhängung | Starrrahmen                          |
| Gewicht             | ca. 100 kg                           |

## Bedeutung
Mit der Garelli 500 begann die Motorradproduktion von Adalberto Garelli. Die neuartige Doppelkolbentechnik wurde in den folgenden Jahren weiterentwickelt und trug maßgeblich zum Ruf von Garelli als Hersteller leistungsstarker Zweitaktmotorräder bei.